# Sy Kattelson
Sy (Seymour) Kattelson (* 11. Februar 1923 in Manhattan, New York; † 24. November 2018 in Rhinebeck, New York) war ein US-amerikanischer Fotograf, der vor allem für seine Arbeiten im Bereich der Street Photography bekannt ist. Als Mitglied der Photo League von 1947 bis zu deren Auflösung 1951 dokumentierte er das Leben der Arbeiterklasse im New York der Nachkriegszeit. Seine ungestellten Porträts, oft unbemerkt in den Straßen oder U-Bahnen der Stadt aufgenommen, fangen die Würde und den Alltag seiner Protagonisten ein. Kattelsons Fotografien zeichnen sich durch die Spannung zwischen der rauen urbanen Umgebung und der introspektiven Haltung seiner Motive aus.

## Leben
Seymour Kattelson wurde 1923 in Manhattan, New York, geboren. Während des Zweiten Weltkriegs diente er im United States Army Air Corps als Luftbildkartograph und Armeefotograf. Nach seiner Rückkehr in die USA schloss er sich der Photo League an, wo er unter der Leitung von Sid Grossman und Paul Strand seine fotografischen Fähigkeiten weiterentwickelte. Die Photo League war eine in New York ansässige Fotografengenossenschaft, die sich von 1936 bis 1951 der sozialdokumentarischen Fotografie widmete. Sy Kattelson war aktives Mitglied und nahm an Ausstellungen wie This is the Photo League (1948) und New Workers (1949) teil. Er gab auch Kurse über grundlegende und fortgeschrittene fotografische Techniken. Die Liga wurde 1951 während der McCarthy-Ära aufgelöst, nachdem sie auf die Liste der subversiven Organisationen gesetzt worden war.
Nach der Auflösung der Photo League arbeitete Kattelson als Modefotograf für Zeitschriften wie Glamour und Fashion and Travel. Er war einer der ersten, der Models mit Kleinbildkameras im Freien fotografierte. 1954 dokumentierte er das erste Newport Jazz Festival. In den 1960er Jahren zog er nach Woodstock, New York, wo er das Tinker Street Cinema gründete, eines der ersten Programmkinos außerhalb der großen Städte. In den 1980er Jahren kehrte er zur Fotografie zurück und experimentierte mit Collagen und Mehrfachbelichtungen, um die Dynamik des urbanen Lebens einzufangen.

## Werk
Sy Kattelsons Fotografien zeichnen sich dadurch aus, dass er urbane Geometrien und Reflexionen, oft durch Schaufenster oder U-Bahn-Schächte aufgenommen, zu komplexen, vielschichtigen Kompositionen verarbeitet. Später entstanden Triptychen und Mehrfachbelichtungen, die die Dynamik des urbanen Lebens widerspiegeln. Seine Porträts zeigen Menschen in spontanen Momenten, oft in nachdenklicher oder angespannter Interaktion und vermitteln sowohl die Individualität als auch die Anonymität seiner Motive in der Großstadt.
In den späten 1950er und frühen 1960er Jahren verwendete Kattelson die aufwendige und fast in Vergessenheit geratene Technik des Pigmentdrucks, bei der in mehreren Emulsionsschichten dicht gesättigte, malerische Farbfotografien entstehen. Die Technik, bei der jeder Abzug über mehrere Tage aus einzeln entwickelten Emulsionsschichten zusammengesetzt wird, stammt aus den 1870er Jahren und war in den 1930er Jahren weitgehend außer Gebrauch. Kattelsons „Carbros“, die aus Aufnahmen in New York und Mexiko entstanden, wurden ursprünglich auf Gelatinegewebe gedruckt, das er aus den letzten Beständen der McGraw Colorgraph Company in Kalifornien, einer Tochtergesellschaft der Carnation Milk Company, bezog. Als McGraw die Produktion einstellte, fand er schließlich Material aus einer Sonderserie, die von einer Firma in Deutschland hergestellt worden war.

## Sammlungen
Sy Kattelsons Werke sind in den Sammlungen renommierter Institutionen vertreten, darunter das Museum of Modern Art, die National Portrait Gallery, das Museum of Fine Arts in Houston, das Art Institute of Chicago, das New York Transit Museum, das Jewish Museum of New York, das Smithsonian National Museum of African American History and Culture, die National Gallery of Canada und das Musée d’Art moderne et contemporain de Saint-Étienne Métropole, Frankreich.